# Anobrium fraterculum
Anobrium fraterculum là một loài bọ cánh cứng trong họ Cerambycidae.